# Хостине
Хостине (чеш. Hostinné) град је у Чешкој Републици. Град се налази у управној јединици Краловехрадечки крај, у оквиру којег припада округу Трутнов.

## Становништво
Према подацима о броју становника из 2014. године град је имао 4.564 становника.